# Ангел Герджиков
Ангел Герджиков е български художник живописец.

## Биография и творчество
Ангел Герджиков е роден през 1969 г. в Пловдив. През 1995 г. се дипломира в университета „Св. св. Кирил и Методий“ в гр. Велико Търново, със специалност „Живопис“.
Към 2016 г. има реализирани 18 самостоятелни изложби и многобройни участия в различни арт проекти в областта на живописта. Негови творби са собственост на частни колекции в България, Франция, Белгия, и др.
Живее и работи в Пловдив.